# Maurits Veremans
Joannes Hubertus Mauritius (Maurits) Veremans (Lier, 3 januari 1904 – Antwerpen, 28 april 1964) was een Belgisch dirigent en componist
Hij was zoon van Josephus Franciscus Veremans en Maria Anna Catharina Siedsens. Zijn veel bekendere broer Renaat Veremans was eveneens musicus.
De eerste muzieklessen kregen beide broers van hun vader; daarna ging Maurits Veremans piano en orgel studeren aan het Conservatorium Antwerpen. Al tijdens die studieperiode die liep van 1920 tot en met 1926 werd hij repetitor bij de Opera van Antwerpen (1923). Die functie groeide in 1941 uit tot assistent-dirigent, toen Hendrik Diels Renaat Veremans opvolgde als eerste dirigent. Grote voorbeeld was echter niet zijn broer, maar dirigent Hans Knappertsbusch. Vanaf 1948 tot 1957 was hij verbonden aan de Gentse Opera; weer als repetitor en dirigent. Hij werd daar deels gezien als de ontdekker van zangeres Rita Gorr (Marguertite Geirnaert). In 1957 leidde hij die opera in de uitvoeringen van De bruid der zee van Jan Blockx waarbij Leo Riemens hem omschreef als “werkelijk operadirigent die ieder detail beheerst". Daarna werd hij muziekleraar aan het St-Michielscollege in Brasschaat.
Hij componeerde liederen, kamermuziek, missen en een operette getiteld Anita. Voorts orkestreerde hij wel voor het programma Vlaanderen mijn land van de Vlaamse Radio- en Televisieomroeporganisatie (BRT-volksconcerten).
Zijn loopbaan kreeg een knauw door al te veel samenwerken met de Duitse bezetter tijdens Tweede Wereldoorlog; hij werd enige tijd vastgezet in Berchem; hij moest zijn loopbaan daarna een doorstart geven.
Hij werd begraven op Schoonselhof, zijn graf werd echter geruimd.